# Philip Stanhope, 1:e baron Weardale
Philip James Stanhope, 1:e baron Weardale, född den 8 december 1847, död den 1 mars 1923, var en brittisk politiker, son till Philip Stanhope, 5:e earl Stanhope, bror till Arthur Stanhope, 6:e earl Stanhope och Edward Stanhope.
Weardale var 1886–92, 1893–1900 och 1904–05 ledamot av underhuset samt erhöll 1906 peersvärdighet med titeln baron Weardale. Han gjorde sig i underhuset bemärkt som en av de ivrigaste talarna på det liberala partiets radikala flygel; bland annat tillhörde han den Chamberlainska imperialismens och boerkrigets häftigaste bekämpare i parlamentet och föll med anledning därav igenom vid "khaki-valen" 1900. Weardale var en av fredsrörelsens veteraner i England och intog en ledande ställning inom den engelska gruppen av Interparlamentariska unionen, till vars president han utsågs 1906.